# William Lear

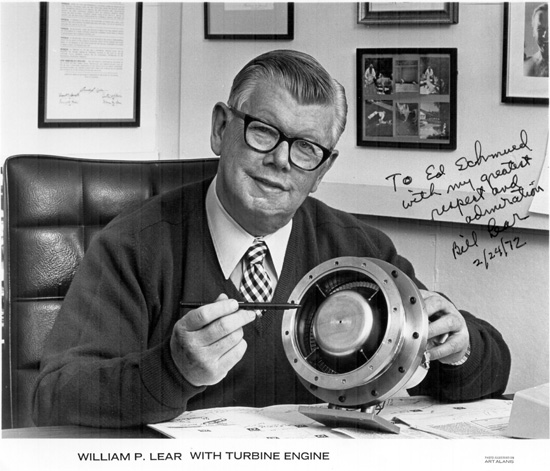
William P. Lear (1902–1978)

William „Bill“ Powell Lear (* 26. Juni 1902 in Hannibal, Missouri; † 14. Mai 1978 in Reno, Nevada) war ein US-amerikanischer Erfinder und Unternehmer.

## Leben
Lear wuchs in Chicago auf, wo er die Schule nach der achten Klasse abbrach und zur United States Navy ging. Im Ersten Weltkrieg war er Funker beim Militär. In den späten 1920er Jahren erfand er gemeinsam mit Elmer Wavering das erste praktikable Autoradio. Kurze Zeit später entwickelte er Geräte für die Luftfahrttechnik, wie zum Beispiel Funkfeuerpeiler (LearAvian) und den ersten Autopiloten.
Im Jahre 1941 heiratete er Moya Marie Olsen, eine Tochter des Vaudeville-Komödianten Ole Olson. Die Eheleute Lear hatten vier Kinder: John, Shanda, David und Tina.

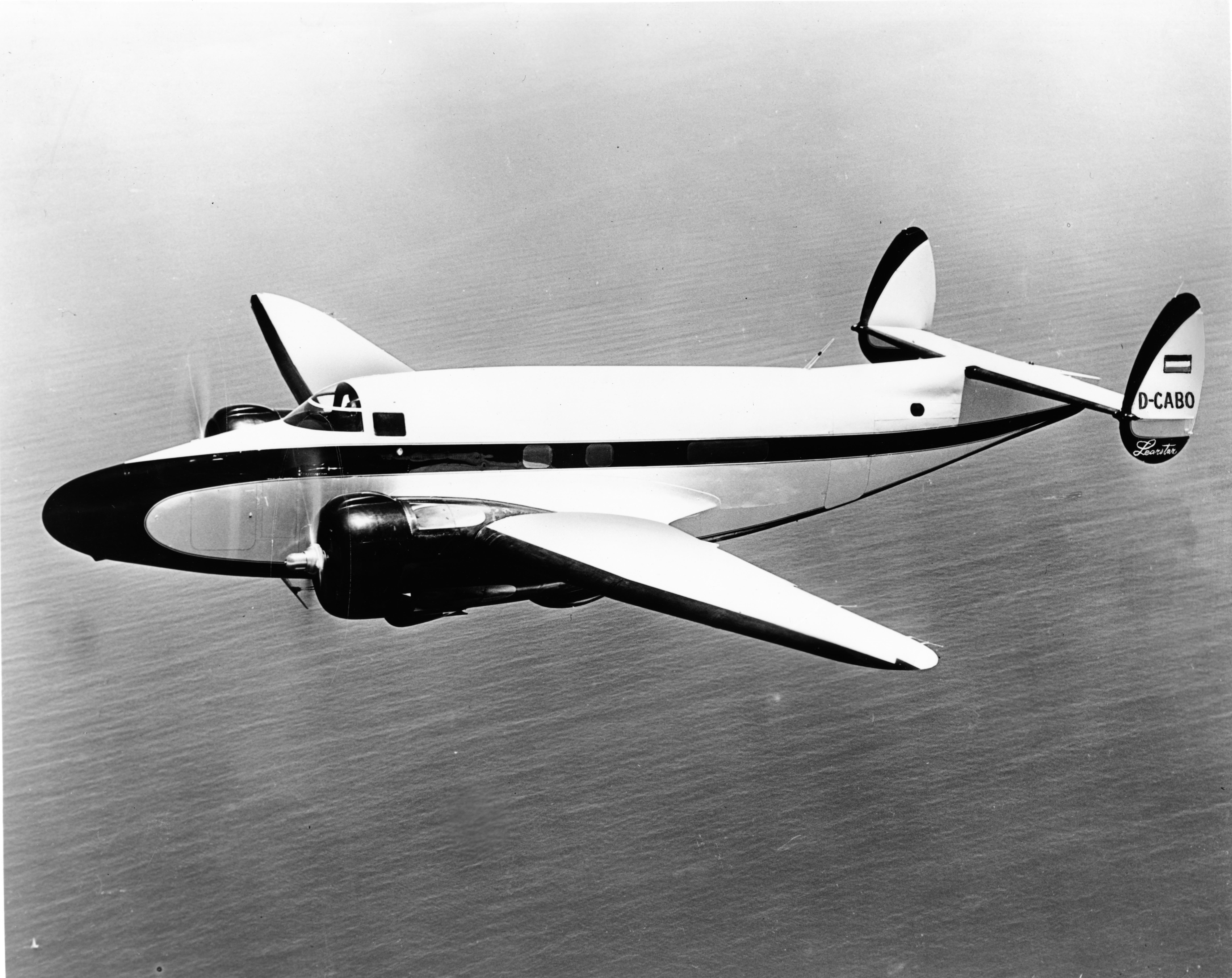
Learstar, von Lear zum Geschäftsreiseflugzeug umgestaltete Lockheed Model 18.

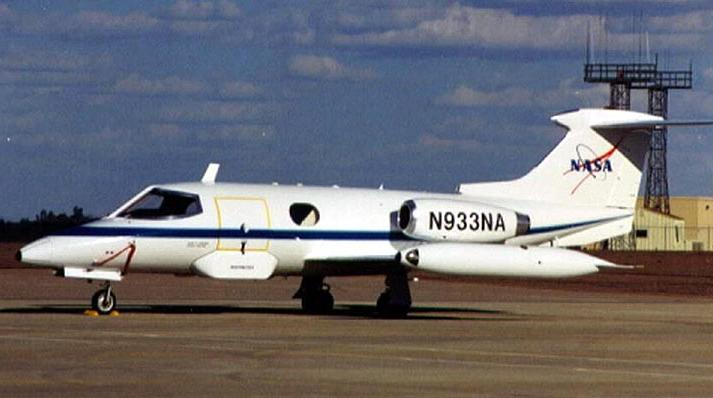
Ein Learjet 23 der NASA

1949 gründete er das Unternehmen Lear, Incorporated in Santa Monica. Unter anderem entwickelte er Geschäftsreiseflugzeuge als Umbauten der Lockheed Model 18 Lodestar, die er erfolgreich unter dem Namen Learstar vermarktete. Dabei entwickelt er die Ideen zu einem zweistrahligen Geschäftsreisejet, den er aus Kostengründen in Europa realisieren wollte. 1960 zog er deswegen in die Schweiz. Nach einer fruchtbaren Zusammenarbeit mit Hans-Luzius Studer von der FFA AG, bei der die Konstruktion des neuen Jets unter der Bezeichnung SAAC-23 im Wesentlichen abgeschlossen werden konnte, zog er schon 1962 wieder in die USA (Wichita (Kansas)) zurück, weil ihm klargeworden war, dass der Absatzmarkt für die Maschine hauptsächlich in den USA lag. In Wichita gründete er das Unternehmen Lear Jet Industries. Am 7. Oktober 1963 fand der erste Testflug des Flugzeugmusters Learjet 23 statt, das später in die Serienproduktion ging.
1964 erfand er die 8-Spur-Kassette.
Das erfolgreiche Flugmuster Canadair Regional Jet basiert auf dem LearStar 600. Die Flugzeugwerft Canadair kaufte die Lizenz und wandelte das Baumuster zum Canadair CL-600 Challenger-Jet. Learjet wurde 1990 von Bombardier Aerospace erworben.
Sein letzter großer Erfolg war das Flugmuster LearFan, eine Turbopropmaschine aus Verbundwerkstoff statt des bislang üblichen Aluminiums. Eine weitere Besonderheit war das pusher-Konzept: Ein hinten angebrachter Propeller wird von zwei Motoren angetrieben.

## Bibliografie
- Boesen, Victor: They Said It Couldn’t Be Done: The Incredible Story of Bill Lear. Doubleday, 1971, ISBN 0-385-01841-X.
- Rashke, Richard: Stormy genius: the life of aviation’s maverick, Bill Lear. Houghton Mifflin Co., Boston 1985, DDC: 629.1300924, LCC: TL540, ISBN 0-395-35372-6.

| Personendaten    | Personendaten                                         |
| ---------------- | ----------------------------------------------------- |
| NAME             | Lear, William                                         |
| ALTERNATIVNAMEN  | Lear, William Powell (vollständiger Name); Lear, Bill |
| KURZBESCHREIBUNG | US-amerikanischer Erfinder und Unternehmer            |
| GEBURTSDATUM     | 26. Juni 1902                                         |
| GEBURTSORT       | Hannibal (Missouri), USA                              |
| STERBEDATUM      | 14. Mai 1978                                          |
| STERBEORT        | Reno (Nevada)                                         |